# ناتسومی کاوامورا
ناتسومی کاوامورا (انگلیسی: Natsumi Kawamura) یک کاراته‌کای ژاپنی است. وی در مسابقات کاراته قهرمانی جهان ۲۰۱۸ که در مادرید، اسپانیا برگزار شد، در کومیته تیمی زنان مدال نقره را از آن خود کرد.
وی در مسابقات کاراته قهرمانی آسیا ۲۰۱۹ که در تاشکند، ازبکستان برگزار شد نیز در مسابقات کومیته تیمی زنان مدال نقره را بدست آورد.

## دستاوردها
| سال  | رقابت                | محل                | رتبه بندی | رویداد      |
| ---- | -------------------- | ------------------ | --------- | ----------- |
| ۲۰۱۴ | قهرمانی جهان         | برمن، آلمان        | سوم       | کومیته تیمی |
| ۲۰۱۷ | مسابقات قهرمانی آسیا | نورسلطان، قزاقستان | سوم       | کومیته تیمی |
| ۲۰۱۸ | مسابقات قهرمانی آسیا | امان، اردن         | یکم       | کومیته تیمی |
| ۲۰۱۸ | قهرمانی جهان         | مادرید، اسپانیا    | دوم       | کومیته تیمی |
| ۲۰۱۹ | مسابقات قهرمانی آسیا | تاشکند، ازبکستان   | دوم       | کومیته تیمی |